# فيرسايو (أين)
فيرسايو (بالفرنسية: Versailleux)‏ هي بلدية فرنسية تقع في إقليم الأين في فرنسا. رمز إنسي لها هو:1434. أما الرمز البريدي لها فهو: 1330.